# 阿格西莱二世
阿格西莱二世（前442年?—前358年），欧里庞提德世系的斯巴达国王（约前400年—前360年在位）。阿希达穆斯二世之子，在其同父异母的兄弟亚基斯二世死后继承王位。
阿格西莱二世即位后，获得对在小亚细亚的希腊军队的领导权。他指挥这些军队防御波斯人，后者一直企图征服在亚洲的希腊殖民城邦。前396年—前394年，他在与波斯人的战斗中取得了一系列胜利。但由于斯巴达在科林斯战争（前395年—前387年）中屡屡受挫，阿格西莱二世被召回斯巴达，以帮助抵御由雅典、底比斯、阿尔戈斯和科林斯组成的反斯巴达联盟。阿格西莱二世在前394年发生于维奥提亚地区的喀罗尼亚战役中获胜。他继续领导斯巴达军队与其它希腊城邦、尤其是日益强盛的底比斯作战；到前386年缔结安塔尔基德和约结束科林斯战争时，阿格西莱二世几乎恢复了斯巴达在希腊的霸权。但是在前371年，由亚基亚德世系的克里昂布鲁图斯一世（他是阿格西莱二世的共同在位者）率领的斯巴达军队在留克特拉战役中被底比斯统帅埃帕米农德击败，克里昂布鲁图斯一世本人阵亡。这次失败造成的损失削弱了阿格西莱二世进行新的战役的能力。
出于获取军事经费和抵制波斯影响的目的，阿格西莱二世领导一支斯巴达精锐部队远征埃及（实际上是充当雇佣兵）。埃及法老内克塔内布二世为感谢斯巴达军队在王朝战争中的巨大帮助给阿格西莱二世以巨额酬金。阿格西莱二世在前360年由埃及回国途中去世。
阿格西莱二世被一些西方历史学家看作后期斯巴达最重要的人物，或者是“中兴之主”。古典作家，如色诺芬和普卢塔克都记载了阿格西莱二世的军事功绩。